# Хендерсон (Џорџија)
Хендерсон (енгл. Henderson) насељено је место без административног статуса у америчкој савезној држави Џорџија.

## Демографија
По попису из 2010. године број становника је 1.647.
| Група             | 2000.    | 2010.         |
| Белци             | 0 (0,0%) | 1.065 (64,7%) |
| Афроамериканци    | 0 (0,0%) | 347 (21,1%)   |
| Азијати           | 0 (0,0%) | 97 (5,9%)     |
| Хиспаноамериканци | 0 (0,0%) | 112 (6,8%)    |
| Укупно            | 0        | 1.647         |